# 爆!爆!爆笑問題
『爆!爆!爆笑問題』（ばく ばく ばくしょうもんだい）は、TBSにて2010年4月7日から9月22日まで放送されていたトークバラエティ番組で、爆笑問題の冠番組である。通称『爆!爆!』。

## 概要
2009年4月から2010年3月まで『キズナ食堂』の司会を務めていた爆笑問題が毎週ゲストとトークを行う番組であった。
爆笑問題は本番組開始に伴い、昼は『笑っていいとも!』（フジテレビ系）、深夜は本番組と、水曜日に2本の番組に出演することになった。
尚、2010年10月より水曜20時枠にて爆笑問題司会の新番組『爆問パニックフェイス!（→爆問パワフルフェイス!）』 がスタートするため、本番組は同年9月22日で終了した。後枠には『世界笑える!ジャーナル』を一新させた『おもろゲ動画SHOW 投稿!1000000000ビュー』 が2011年3月23日まで放送された。
2011年1月13日から7月28日まで特番『爆!爆!爆笑問題 芸能人ザ・密告SP』が4回放送された。3回目以外はスパモク!!枠。同年10月21日から2021年3月5日まで金曜19時台に『芸能人ザ・密告SP』のリニューアル版かつ後継番組にあたる『爆報! THE フライデー』が放送されていた。

## 出演者
- 爆笑問題（司会）
  - 田中裕二
  - 太田光

### ゲスト
| 回数                 | 放送日(TBS)   | ゲスト |
| -------------------- | ------------- | --- |
| 第01回               | 2010年4月7日  | 黒柳徹子 |
| 第02回               | 2010年4月14日 | 黒木メイサ |
| 第03回               | 2010年4月21日 | 道重さゆみ（モーニング娘。） |
| 第04回               | 2010年4月28日 | 一青窈 |
| 第05回               | 2010年5月5日  | マリエ、紗羅マリー、杉ありさ |
| 第06回               | 2010年5月12日 | MAX |
| 第07回               | 2010年5月19日 | 市村正親 |
| 第08回               | 2010年5月26日 | AKB48（前田敦子、大島優子、板野友美、秋元才加、宮崎美穂） |
| 第09回               | 2010年6月2日  | 中川翔子 |
| 第10回               | 2010年6月9日  | 平子理沙 |
| 第11回               | 2010年6月16日 | テリー伊藤 |
| 第12回               | 2010年6月23日 | 桃井かおり |
| 第13回               | 2010年6月30日 | マツコ・デラックス |
| 第14回               | 2010年7月7日  | 速水もこみち |
| Special 1            | 2010年7月10日 | 小栗旬、久本雅美、黒柳徹子 |
| 第15回 （Special 2） | 2010年7月14日 | チュートリアル、小栗旬 |
| 第16回               | 2010年7月28日 | 藤井リナ |
| 第17回               | 2010年8月4日  | 田原俊彦 |
| 第18回               | 2010年8月11日 | 田原俊彦 |
| 第19回               | 2010年8月18日 | 新垣結衣 |
| 第20回               | 2010年8月25日 | 寺島しのぶ |
| 第21回               | 2010年9月1日  | 有吉弘行 |
| 第22回 （Special 3） | 2010年9月8日  | ブラックマヨネーズ |
| 第23回               | 2010年9月15日 | 森三中 |
| Special 4            | 2010年9月21日 | 岡本夏生、小倉優子、土田晃之、友近、はるな愛、 『ザ・ベストテン』チーム（浅香唯、国生さゆり、新田恵利、諸星和己、堀ちえみ）、 細木数子（元『ズバリ言うわよ!』司会）、大映ドラマチーム（伊藤かずえ、いとうまい子、高野浩和、鶴見辰吾、西川貴博） |
| 第24回 （最終回）    | 2010年9月22日 | 岡本夏生、小倉優子、土田晃之、友近、はるな愛、 VTRコーナー（早坂好恵、長与千種、金谷ヒデユキ、幹てつや）、 『ザ・ベストテン』チーム（浅香唯、国生さゆり、新田恵利、諸星和己、堀ちえみ）                                                         |

## 主なコーナー

### レギュラー時代
- 爆!爆!街角ブラックボード

第1回より放送。2箇所に黒板を設置して通りかかった人にゲストに対するイメージなどを書いてもらい、スタジオでそれを見ながらトークを展開する。見せることが出来ない文言には「爆爆シール」というシールが貼ってある（後に剥がす場合あり）。ボードを爆笑問題とゲストが座っている所に運ぶ作業はADの田代尚也 が行う。
- 爆!爆!タナカラオケ

女性ゲストの回に行われる企画の1つで、「カラオケ王子」を自称する田中とゲストがカラオケの点数で対決をする。負けた場合は田中にキスを行う。
- Final Q（今週のどっち!?）

最後に「○○にするなら太田・田中のどちらを選ぶか」を質問する。初回から「恋人にするならどっち?」に統一されており、ほぼ毎回行われている。

### 特番時代
- 芸能人ザ・密告

## 音楽
テーマ曲
- ザ・ドリフターズの『ドリフの早口言葉』のB面『カラオケドリフの早口言葉』を使用（作曲：たかしまあきひこ）。

エンディングテーマ
- DigiCut『Tear Drop』（2010年4・5月期）
- 水樹奈々『ミュステリオン』（2010年6・7月期）
- Hi-Fi CAMP『一握りの空の下』（2010年8・9月期）

## ネット局と放送時間

### レギュラー時代
| 放送対象地域   | 放送局                    | 系列    | 放送日時                           | 備考                  |
| -------------- | ------------------------- | ------- | ---------------------------------- | --------------------- |
| 関東広域圏     | TBSテレビ（TBS）          | TBS系列 | 水曜 23時50分 - 翌0時20分          | 制作局                |
| 北海道         | 北海道放送（HBC）         | TBS系列 | 水曜 23時50分 - 翌0時20分          | 同時ネット            |
| 宮城県         | 東北放送（TBC）           | TBS系列 | 水曜 23時50分 - 翌0時20分          | 同時ネット            |
| 山形県         | テレビユー山形（TUY）     | TBS系列 | 水曜 23時50分 - 翌0時20分          | 同時ネット            |
| 福島県         | テレビユー福島（TUF）     | TBS系列 | 水曜 23時50分 - 翌0時20分          | 同時ネット            |
| 新潟県         | 新潟放送（BSN）           | TBS系列 | 水曜 23時50分 - 翌0時20分          | 同時ネット            |
| 長野県         | 信越放送（SBC）           | TBS系列 | 水曜 23時50分 - 翌0時20分          | 同時ネット            |
| 静岡県         | 静岡放送（SBS）           | TBS系列 | 水曜 23時50分 - 翌0時20分          | 同時ネット            |
| 石川県         | 北陸放送（MRO）           | TBS系列 | 水曜 23時50分 - 翌0時20分          | 同時ネット            |
| 岡山県・香川県 | 山陽放送（RSK）           | TBS系列 | 水曜 23時50分 - 翌0時20分          | 同時ネット            |
| 長崎県         | 長崎放送（NBC）           | TBS系列 | 水曜 23時50分 - 翌0時20分          | 同時ネット            |
| 熊本県         | 熊本放送（RKK）           | TBS系列 | 水曜 23時50分 - 翌0時20分          | 同時ネット            |
| 沖縄県         | 琉球放送（RBC）           | TBS系列 | 水曜 23時50分 - 翌0時20分          | 同時ネット            |
| 中京広域圏     | 中部日本放送（CBC）       | TBS系列 | 火曜 0時20分 - 0時50分（月曜深夜） | 現：CBCテレビ 5日遅れ |
| 宮崎県         | 宮崎放送（MRT）           | TBS系列 | 火曜 0時55分 - 1時25分（月曜深夜） | 12日遅れ              |
| 富山県         | チューリップテレビ（TUT） | TBS系列 | 木曜 0時05分 - 0時35分（水曜深夜） | 21日遅れ              |
| 福岡県         | RKB毎日放送（RKB）        | TBS系列 | 木曜 23時50分 - 翌0時20分          | 22日遅れ              |

### Special 4

#### スペシャル版（芸能人ザ・密告SP）
| 回数  | 放送日（TBS）            | 放送時間（日本時間）   | 備考                                                                                                |
| ----- | ------------------------ | ---------------------- | --------------------------------------------------------------------------------------------------- |
| 第1回 | 2011年 1月13日（木曜日） | 19:00 - 20:54（114分） | 『スパモク!!』枠にて放送。                                                                          |
| 第2回 | 2月10日（木曜日）        | 19:00 - 20:54（114分） | 『スパモク!!』枠にて放送。                                                                          |
| 第3回 | 4月4日（月曜日）         | 19:00 - 20:54（114分） | TBS系列28局フルネットで放送。 IBC・TBC・TUFを除く地上アナログ放送では最後のスペシャル放送であった。 |
| 第4回 | 7月28日（木曜日）        | 19:00 - 20:54（114分） | 『スパモク!!』枠にて放送。                                                                          |

## スタッフ
- 構成：桜井慎一、オークラ、北本かつら（特番のみ）、利光宏治／秋葉高彰、野口悠介
- リサーチ：宇津木瞳子
- TM：金澤健一
- TD：大蔵聡
- CAM：山本竜也
- VE：後藤静香
- 音声：松本康祐
- 照明：加藤由美子
- 美術：三須明子
- 美術デザイナー：齋藤傑
- 美術制作：大木章子
- 装置：相良比佐夫
- 電飾：西田和正、川俣ゆうき
- 装飾：森田琴衣
- アクリル装飾：鈴木正樹、青木剛
- 生花装飾：橋本由子
- 持道具：貞中照美
- 衣裳：岡崎貴子
- メイク：アートメイク・トキ、田中智子
- 特効：永岡昇
- 編集：高橋勇志（オムニバス・ジャパン）
- MA：坂井真一（オムニバス・ジャパン）
- 音効：松長芳樹、千本洋（デジタルサーカス）／鈴木瑞穂（スポット、特番のみ）
- CGデザイン：大森清一郎
- TK：鈴木裕恵
- デスク：木村喜代子、山口麻美
- 編成：秤淳一郎
- 宣伝：石田孝宏
- AP：大森恵美、福島千紘、山本希恵、鈴木秀明
- ディレクター：萩森豪、渡辺資、光用さやか／横山健一、武田治、松岡信行、内田雅行、宮本大輔（共に特番のみ）
- 総合演出：川平秀二
- プロデューサー：刀根鉄太、川澄博雄（特番のみ）、喜瀬川恵子／大滝功、本村千穂美（共に特番のみ）
- チーフプロデューサー：大久保竜
- 製作著作：TBS